# 西村愛
西村 愛（にしむら あい、6月13日 - ）は、近畿地方を拠点にタレント活動をしている日本のラジオDJ、MC。セイプロダクション所属。

## 来歴
大阪府大阪市出身。近畿地方のコミュニティFMやケーブルテレビの番組で活動した後、2002年春にセイプロダクションに所属した。
過去にはサッカーのスタジアムDJとしても活動していた。2000年代中期には佐川急便大阪SCのホームゲームアナウンスを担当し、その後継クラブであるSAGAWA SHIGA FCのスタジアムDJと京都サンガF.C.のアシスタントDJも務めた。
2014年11月に結婚。そして2016年2月に男児を、2020年5月に女児を出産し、2児の母になる。

## 出演

### ラジオ番組
- SPORTS CAPSEL（FM MOOV）[8]
- PRIVATE PATIO（α-STATION）[8]
- MUSIC CLUB 835（エフエム宝塚）
- 名曲☆ラジオ☆関西 西村愛のミュージック研究会（ラジオ関西、2006年10月 - 2009年4月）
- ららら歌謡曲（ラジオ関西）
- Monthly A Music → A-MUSIC（ラジオ関西）
- DELICIOUS DONUT（α-STATION）
- CRKミュージックアワー♪ メリケン☆開放区（ラジオ関西、2009年4月 - 2010年3月）
- CRKミュージックアワー めざせサンキング（ラジオ関西、2010年4月 - 2011年3月）
- musica☆musica（ラジオ関西、2011年4月[9] - 2013年3月[10]）
- CRK MUSIC H.E.A.D.S.（ラジオ関西、2011年4月 - 2015年12月） - 水曜パーソナリティ
- KYOTO MUSIC SHELF（α-STATION）
- KYOTO AIR LOUNGE（α-STATION）
- WEEKEND PARADISE（FM OKAYAMA、2013年4月 - 2015年12月）
- ネットワーク1・17（MBSラジオ、2018年4月 - 2020年3月、2020年10月 - ） - 2020年3月までは千葉猛（当時は毎日放送アナウンサー）と共同、同年10月の復帰後は単独でパーソナリティを担当。
- Be Smart!（ウメダFM、2018年10月 - 2020年3月） - 木曜パーソナリティ

### テレビ番組
- STUDIO'S SUNDAY LIVE（豊中コミュニティーケーブルテレビ）[8]
- おでかけMAP（滋賀ケーブルネットワーク） - リポーター
- KOBE CALLING（サンテレビ、2006年4月 - 2007年3月） - 4代目パーソナリティ
- BIG TIME TELEVISION（サンテレビ、2010年7月 - 2012年10月） - ナビゲーター

### ネット配信番組
- Podcast Pod the Music（Pod Radio）
- YouTube 西村愛のNEXT MUSIC（SAYPodcasting）
- YouTube 南森町日和（SAYPodcasting）
- UMEHAN CIRCUS（ソラトニワ梅田、2012年11月[11] - ） - 木曜・金曜パーソナリティ[12]
- 独立系音楽番付 ミュージックプレイヤー（ソラトニワ梅田）

### CM
- 白浜ぐるりんパス（JR西日本）
- Gulliver Get ライブ告知
- プロアクティブ（ガシー・レンカー・ジャパン）
- 大丸

## 執筆
- ミュージックフリーマガジン JUNGLE☆LIFE（ヒラックス） - 「西村愛のビビデバビデブゥ」連載[13]